# Magdeleine Vallieres
Magdeleine Vallieres Mill, née le 10 août 2001, est une coureuse cycliste canadienne, spécialisée à la fois dans le cyclisme sur route, en cyclo-cross et en VTT.

## Carrière
Après avoir acquis, en 2019, les titres nationaux sur route junior de course en ligne et de contre-la-montre, Magdeleine Vallieres rejoint la WCC Team, équipe du centre mondial du cyclisme afin de participer à des courses professionnelles en Europe, pour la saison 2020.
Deux saisons plus tard, elle signe chez EF Education-Tibco-SVB. Elle participe ainsi au Tour de France Femmes 2022.
L'équipe EF Education-Tibco-SVB disparait à la fin de la saison, mais une bonne partie de l'effectif est repris par la nouvelle structure EF-Cannondale, dont Magdeleine Vallières.
Sous ses nouvelles couleurs elle remporte, dès le mois de janvier 2024, son premier succès professionnel, au Trofeo Palma, après une échappée en solitaire de 8 kilomètres.

## Palmarès sur route

### Par années
- 2018
  - 2e du championnat du Canada du contre-la-montre juniors
- 2019
  -  Championne du Canada sur route juniors
  -  Championne du Canada du contre-la-montre juniors
  - 10e du championnat du monde sur route juniors
- 2024
  -  Championne du Canada du critérium
  - Trofeo Palma Feminina
  - 2e du championnat du Canada sur route

### Résultats sur les grands tours

#### Tour d'Italie
3 participations :
- 2022 : 38e
- 2023 : abandon (9e étape)
- 2024 : 38e

#### Tour de France
4 participations :
- 2022 : 66e
- 2023 : 97e
- 2024 : abandon (5e étape)
- 2025 : 18e

#### Tour d'Espagne
3 participations : 
- 2023 : 60e
- 2024 : 29e
- 2025 : 30e

### Classements mondiaux
| Année                                 | 2019 | 2020 | 2021 | 2022 | 2023 | 2024 |
| ------------------------------------- | ---- | ---- | ---- | ---- | ---- | ---- |
| Classement UCI                        | 698e | nc   | nc   | 542e | nc   | 115e |
| UCI World Tour                        | nc   | nc   | nc   | 177e | nc   | 131e |
|                                       |      |      |      |      |      |      |
| Légende : nc = non classéSource : UCI |      |      |      |      |      |      |

## Palmarès en cyclo-cross
- 2017-2018
  - 2e du championnat du Canada de cyclo-cross